# Duncan Idaho
Duncan Idaho is een personage in het Duin-universum, gecreëerd door Frank Herbert.
Idaho komt uit een familie van in ongenade gevallen Giedi Prime-functionarissen en is in dienst van het huis Harkonnen. Hij is opgeleid als jachtdier en vertoont uitzonderlijke vechtvaardigheden. Hij ontsnapt later uit de Harkonnens en komt toevallig aan in Caladan. Daar wordt hij opgepikt door hertog Leto Atreides en later naar Ginaz gestuurd om te worden opgeleid tot meesterzwaardvechter. Hij sterft op Arrakis terwijl hij Paul Atreides probeert te redden, maar zijn lijk wordt verzameld en verkocht aan de Tleilaxu, die duizenden jaren lang keer op keer ghola's uit zijn DNA creëren.
Hun levens zijn uiterst gevarieerd: van mentor voor huis Atreides tot de voortdurend vermoorde generaal van de god-keizer en ironisch genoeg, het instrument van zijn dood. Hierna is Idaho de gemalin en minnaar van Siona Atreides, co-auteur van de aanval op de tiran, aan wie ze een ontelbaar aantal kinderen zal schenken, bezitters van Siona's bloed en verborgen voor de vooruitziende orakels.
Tijdens zijn laatste optreden als ghola, na de training van Miles Teg, zal Idaho de herinneringen aan al zijn vorige levens, en dus zijn krachten, behouden. Op dezelfde manier zal hij de Bene Gesserit helpen in de strijd tegen de Achtenswaardige Matres, die 1500 jaar na de verstrooiing met een onbekend doel vanuit de ruimte arriveren om het oude rijk aan te vallen.
Later, na de overwinning van Bene Gesserit en de fusie met de Achtenswaardige Matres, besluit Idaho de laatste overblijfselen van het rijk terug te halen en naar de diepe ruimte te vluchten om te voorkomen dat ze worden gelokaliseerd en samen met Sheeana alles te bewaren wat verloren is gegaan.

## In bewerkingen
In de film Dune uit 1984 wordt het personage gespeeld door Richard Jordan en de film Dune uit 2021 door Jason Momoa. In de miniserie Dune werd het personage gespeeld door James Watson en in het vervolg Children of Dune door Edward Atterton.